# بروس بویتلر

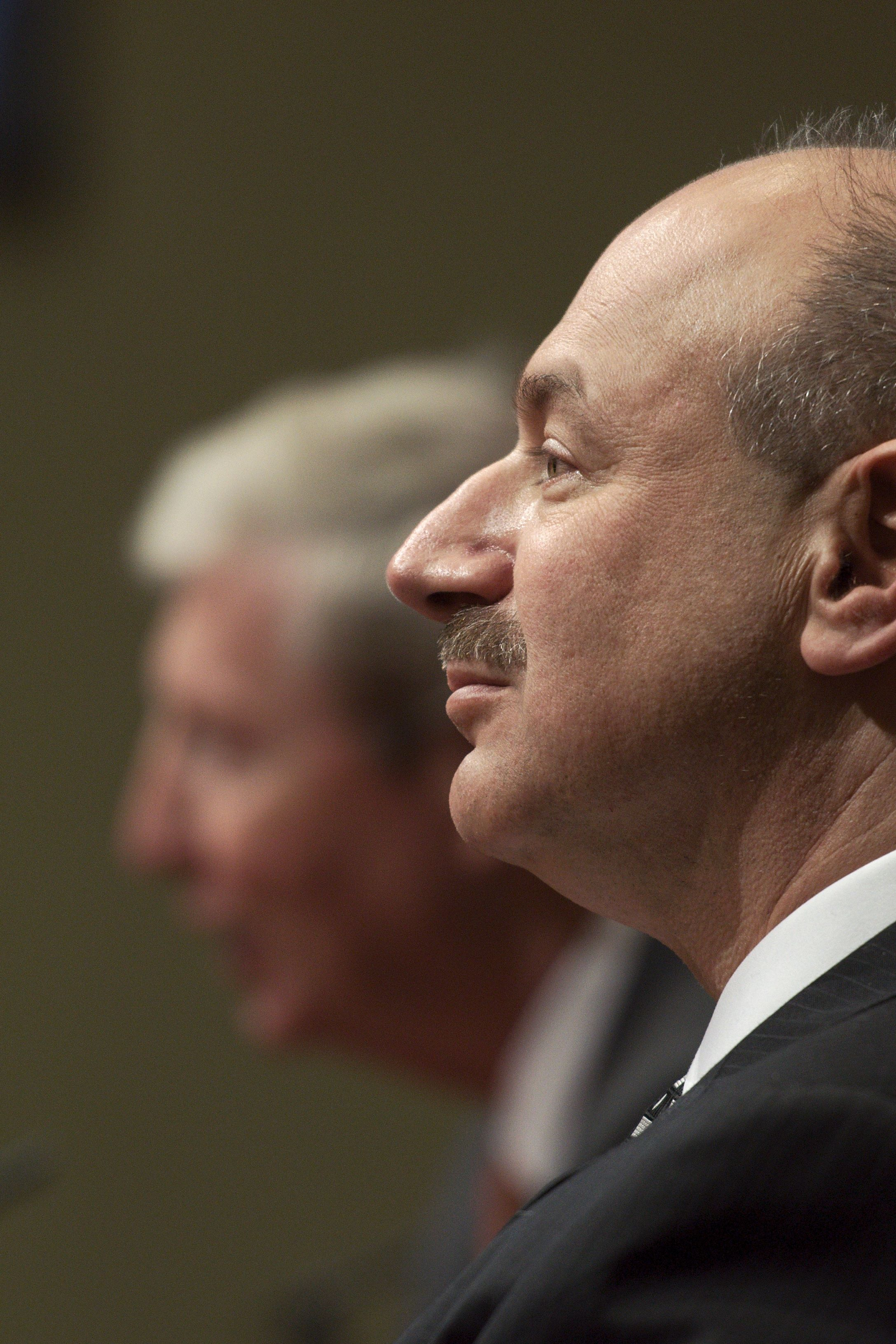
ژول هافمن در کنار بویلتر

بروس آلن بویتلر (به انگلیسی: Bruce Alan Beutler) (زاده ۲۹ دسامبر ۱۹۵۷) دانشمند در زمینه ایمنی‌شناسی اهل ایالات متحده آمریکا است وی برنده جایزه نوبل فیزیولوژی و پزشکی در سال ۲۰۱۱ شد.